# 大甲渓
大甲渓（だいこう-けい）は、台湾中部を流れる河川。
大甲渓の源流は台中市和平区にあり、雪山山脈の雪山および中央山脈の大湖尖山の間に源を発する。源流から台中市大甲区および大安区の河口まで、台中市北部を東西に横断する。標高差3,500m以上に対して延長は140kmあまりという急流河川で、平均斜度は2.6％である。豊富な水力資源を有しており、石岡ダム、徳基ダム、谷関ダム、天輪ダムなどのダムが用水の供給および水力発電を行っている。
大甲渓の上流部は良好な森林環境が保たれている。このため水中生物が多く住む水中環境が形成され、台湾の河川の中で最も多くの生物が生息している。内訳は、水生植物25種、巻貝21種、エビ7種、カニ4種のほか、魚類は30科59属65種、水生昆虫は少なくとも80種類以上、両生類4科4属65種、鳥類26種類以上となっている。

## 支流
- 合歓渓
- 志楽渓
- 匹亜桑渓
- 小雪渓
- 鞍馬渓
- 馬崙渓
- 稍来渓
- 良屏渓
- 十文渓
- 東卯渓
- 横流渓
- 阿寸渓
- 麻竹坑渓
- 石角渓
- 中嵙渓
- 沙連河